# Michel Jordi
Michel Jordi, né en 1948 à Soleure, est un entrepreneur et créateur de montres suisses. 

## Biographie
Fervent sportif dans sa jeunesse, il remporte plusieurs titres juniors en ski alpin et joue au football en ligue nationale. Il est établi dans la région de Genève depuis 1969.
Il crée sa première entreprise de bracelets et boîtes de montres en 1971 à l'âge de 23 ans (en association avec une entreprise japonaise). Il est connu pour la création de la marque « Le CLIP », une montre en forme de pince à linge qui se porte partout sauf au poignet et pour lequel il reçoit en 1986 le « Grand Prix Triomphe » pour l’Excellence Européenne à Monte Carlo.
Sa notoriété augmente avec la création de la montre « Swiss Ethno » lancée à l’occasion du 700e anniversaire de la Suisse en 1991, une montre avec des motifs du folklore helvétique (Edelweiss, vaches, drapeaux). Sous le thème « The Spirit of Switzerland » il développe toute une série d’accessoires tel que du textile, de la maroquinerie, des chaussures, cravates, instruments à écrire, lunettes ou encore de la cosmétique. 
En 2017, sur l'idée de ses enfants, il écrit sa biographie. Celle-ci est publiée en novembre par l’éditeur Weber Verlag. Il se consacre désormais à de jeunes entrepreneurs qu’il conseille.

## Dates clef
- 1971 : Il part au Japon à l’âge de 23 ans ou il crée sa première entreprise en association avec un fabricant de composants de montres Japonaise.
- 1986 : Création de « LE CLIP ». 1 million de pièces vendues avec un chiffre d’affaires de 23 millions CHF la première année.
- 1988 : après son renvoi du groupe Le Clip SA à la fin de l'année 1987, il lance son propre produit et sa propre société à Nyon (siège à Genève)[1],[2],[3].
- 1989 : Création de la « Swiss Ethno », 500 000 pièces seront vendues avec des prix oscillants entre 395 CHF à 1 500 CHF[4],[5].
- 1991 : Déclinaison du thème Ethno sur une ligne complète d’accessoires vendu sous le Spirit of Switzerland.
- 1993 : Fondation du « Prix Michel Jordi de la Photographie »[6].
- 1995 : Lancement de la série limitée « Les historiques de la Vallée ».
- 1996 : Création d’une succursale à Dallas, États-Unis pour le lancement de la collection « Spirit of the West ». Il lance la même année une collection de sous-vêtements aux motifs ethniques, accompagnée d'une campagne de publicité choc et parodique[7].
- 2002 : À la suite de la crise 9/11 de 2001 les problèmes arrivent, il est au bord du gouffre et doit demander le sursis concordataire[8],[9].
- 2003 : Grâce à la liquidation de ses stocks, il réussit à payer ses dettes et évite la faillite[10],[11].
- 2004 : Il se relance dans la Haute Horlogerie avec les « Twins Heritage », montres à 2 boîtiers s'ouvrant en éventail grâce à un ingénieux mécanisme breveté. Prix de vente de CHF 50 000 à 225 000[12].
- 2008 : Fin des « Twins Heritage » à la suite de la crise financière de 2008 et de la disparition des clients à hauts revenus, principalement russes et américains.
- 2011 : Lancement de l'entreprise « JORDI Swiss Icon ». Un retour aux sources des montres inspiré de motifs Suisses et l’art du découpage mais avec un design résolument contemporain en forme de galet. Prix de vente des montres de 1 500 CHF à 50 000 CHF.
- Il publie sa biographie en novembre 2017[13]
- 2021 : il lance le Maskit, un masque de protection contre la maladie à coronavirus 2019[14],[15]